# Аккайнар (Жамбильський район)
Аккайна́р (каз. Аққайнар) — село у складі Жамбильського району Алматинської області Казахстану. Адміністративний центр та єдиний населений пункт Аккайнарського сільського округу.
До 1993 року село називалось Прудки.
Населення — 2201 особа (2021; 2754 у 2009, 1916 у 1999, 2024 у 1989).